# Juan Carlos Osorio Arbeláez
Juan Carlos Osorio Arbeláez (Santa Rosa de Cabal, 8 de juny de 1961) és un exjugador i entrenador de futbol colombià, actualment entrenador de la selecció mexicana.
Osorio va començar la seva carrera esportiva al Deportivo Pereira el 1982, passant posteriorment a jugar amb el conjunt brasiler de l'Internacional el 1984. Un any després va tornar a XColòmbia, retirant-se el 1987 amb només 26 anys com a conseqüència d'una lesió.
Amb el sobrenom d'El Recreacionista com a conseqüència dels seus mètodes poc ortodoxes, Osorio va ocupar diverses feines d'entrenador assistent abans de començar la seva carrera com a entrenador el 2006 amb els Millonarios, marxant l'any següent per entrenar els equips de la Major League Soccer Chicago Fire i New York Red Bulls, respectivament, i aconseguint el títol de conferència amb els segons el 2008. El 2010 va entrenar l'Once Caldas, equip amb el qual va guanyar el títol de lliga, i el 2012 va entrenar l'Atlético Nacional, amb qui va guanyar diverses competicions. L'octubre de 2015 va ser contractat per la selecció nacional mexicana.

## Palmarès
New York Red Bulls
- Conferència Oest (1): 2008

Once Caldas
- Lliga colombiana (1): 2010-II

Atlético Nacional
- Lliga colombiana (3): 2013-I, 2013-II, 2014-I
- Copa Colòmbia (2): 2012, 2013
- Superliga Colombiana (1): 2012